# Juan Manuel Azuara
Juan Manuel Azuara Gonzalez es un futbolista mexicano nacido en Ciudad Valles, San Luis Potosí en 1957, quién jugaba de centro delantero. Durante su carrera logró anotar 51 goles en Primera división. Jugó 150 partidos y 10,311 minutos en Primera División. De los pocos jugadores mexicanos en anotar 4 goles en un partido, cuando jugaba de delantero de los Tigres, hazaña realizada contra los Zorros del Atlas de Guadalajara en el estadio Universitario de Monterrey, casa de los Tigres de la UANL. Jugó para la Pandilla del Monterrey equipo con el que debutó en 1976, siendo suplente del delantero brasileño Milton Carlos, Cachorros del Atlético Potosino, Tigres de la UANL por cuatro temporadas siendo campeón en la temporada 1981-82 cuando dirigidos por Carlos Miloc fueron campeones derrotando a los Potros de Hierro del Atlante y finalmente jugó con los Canarios del Atlético Morelia, equipo donde se retiró en 1984.
Era apodado El Abuelo.

## Clubs
- Club de Fútbol Monterrey (1976 - 1977)
- Atlético Potosino (1977 - 1978)
- Tigres de la UANL (1978 - 1982)
- Atlético Morelia (1983 - 1984)

- Datos: Q5950910